# Abanga
Abanga är en 160 km lång högerbiflod till Ogooué i Ekvatorialguinea och Gabon. Det övre loppet är Altos de Nsorks nationalparks västra gräns. Floden mynnar i Ogooué nära Bifoun. Delar av floden bildar provinsgräns mellan Estuaire å ena sidan samt Woleu-Ntem och Moyen-Ogooué å den andra.

## Artikelursprung
Den här artikeln är helt eller delvis baserad på material från engelskspråkiga Wikipedia, tidigare version.